# German Juniors 1994
Das German Juniors 1994 im Badminton fand vom 19. bis zum 21. März 1994 in der Sporthalle an der Berufsschule in Bottrop statt. Bottrop war damit zum fünften Mal Ausrichter der Titelkämpfe. Es war insgesamt die zwölfte Austragung des bedeutendsten internationalen Juniorenwettbewerbs in Deutschland. Veranstalter war der Deutsche Badminton-Verband. Das Turnier trug 1994 die vollständige Bezeichnung 11. Tecno Pro German Open U18.

## Sieger und Platzierte
| Disziplin    | Gold                          | Silber                  | Bronze                           |
| ------------ | ----------------------------- | ----------------------- | -------------------------------- |
| Herreneinzel | Jeffer Rosobin                | Tony Gunawan            | Peter Gade                       |
| Herreneinzel | Jeffer Rosobin                | Tony Gunawan            | Low Yew Long                     |
| Dameneinzel  | Ellen Angelina                | Carmelita               | Mette Hansen                     |
| Dameneinzel  | Ellen Angelina                | Carmelita               | Brenda Beenhakker                |
| Herrendoppel | Halim Haryanto Davis Efraim   | Peter Gade Peder Nissen | Andreas Kerst Thorsten Hukriede  |
| Herrendoppel | Halim Haryanto Davis Efraim   | Peter Gade Peder Nissen | Lim Pek Siah Choor Hoi Yee       |
| Damendoppel  | Diana Lin Inderwati           | Gail Emms Ella Miles    | Bianca Hilberink Lonneke Janssen |
| Damendoppel  | Diana Lin Inderwati           | Gail Emms Ella Miles    | Nicole Grether Sandra Beißel     |
| Mixed        | Andreas Bergmann Mette Hansen | Peder Nissen Jonsson    | Lee Boosey Gail Emms             |
| Mixed        | Andreas Bergmann Mette Hansen | Peder Nissen Jonsson    | Thorsten Hukriede Nicol Pitro    |